# Percnia longimacula
Percnia longimacula là một loài bướm đêm trong họ Geometridae.